# 愛祖國黨
愛祖國黨（拉丁字母：Phak Pua Paendin）是當今泰王國的政黨，其成立於2007年9月11日。 
由于在2006年泰國軍事政變後原執政黨泰愛泰黨被泰國憲章法庭勒令解散，一些前泰國內閣成員在前外長素拉傑等人的帶領下等組成新黨以角逐國會大選。鑒于吸取往前教訓，該黨選用非前泰愛泰黨人擔任領袖，致力走非同於他信政治綱領的政治中間路線，並吸取大量先前他信的反對派入黨。 潘洛將軍（Panlop Pinmanee）被邀請出任該黨的國內外安全事務顧問。

## 黨的口號
為人民帶來幸福與福祉 。

## 黨領導人
- 素威（Suwit Khunkitti）

## 外部連結
- 愛祖國黨的網址 （泰文） （英文）